# Баньоль-де-л’Орн-Норманди
Баньоль-де-л’Орн-Норманди (фр. Bagnoles de l'Orne Normandie) — новая коммуна на северо-западе Франции, находится в регионе Нормандия, департамент Орн, округ Алансон, центр кантона Баньоль-де-л’Орн-Норманди. Расположена в 47 км к востоку от Алансона и в 36 км к северу от Майена, в 12 км от автомагистрали N12. Через территорию коммуны протекает река Ла-Ве, приток Майена.
Коммуна Баньоль-де-л’Орн-Норманди образована 1 января 2016 года путем слияния коммун Баньоль-де-л’Орн и Сен-Мишель-дез-Анден. Центром новой коммуны является Баньоль-де-л’Орн. От него к новой коммуне перешли почтовый индекс и код INSEE. На картах в качестве координат Баньоль-де-л’Орн-Норманди указываются координаты Баньоль-де-л’Орн.
Население (2018) — 2 713 человек. 

## История
Коммуна Баньоль-де-л’Орн славится гидротерапевтическими ваннами, которые известны своей целебной силой при ревматизме, проблемах  гинекологии и кровообращения. Истоки термальной активности, как говорят, восходят к Средневековью. Спа-центр расположен на берегу озера, которое образует река Ла-Ве, приток Майенна, перед тем, как войти в глубокое ущелье, прорезанное массивом Анденского леса.
Местная легенда рассказывает о средневековом рыцаре, сеньоре Юге де Тессе. Полагая, что жизнь его некогда славной лошади, "Rapide", подошла к концу, сеньор де Тессе решил оставить ее в Анденском лесу. Он был поражен, когда через некоторое время животное вернулось домой, полным сил и энергии. Лошадь привела своего хозяина к водам Баньоль, которую он выпил и также помолодел. Так появился бальнеологический курорт. По другой легенде, очень старый францисканский монах, который искупался в водах Баньоля, обрел новую удивительную силу и перепрыгнул через самые высокие скалы над городом, которые до сих пор называются "Le Saut du Capucin" (прыжок монаха).
Еще одна составляющая этого удивительного места — Артурианская легенда о том, что Баньоль и его окрестности являются землей Ланселота. Отдыхающим предлагают посетить местные достопримечательности, связанные с Артурианой.
В Баньоль-де-л’Орне существует жилой район периода «Прекрасной эпохи» (Belle Époque). Возникший между 1886 и 1914 годами и расположенный в южной части города, он застроен великолепными виллами с полихромными фасадами, эркерами и уникальной кровлей. Ориентированный на богатых клиентов спа-центров, жилой район в самом сердце Нормандского леса привлек внимание очень состоятельных людей. В то время, когда он был построен, посещение термальных бассейнов не было общедоступным, а скорее рассматривалось как элемент элитарности, роскоши и увлечения привилегированных социальных слоев, которые с продвигали идею использовать природу для исцеления. По этой причине Баньоль-де-л’Орн посещали многие коронованные особы, известные предприниматели и деятели искусства.  
Архитектурная роскошь таких сооружений, как виллы  «Принтания», «Ле-Катель» и многие другие, а также наличие больших роскошных отелей дают представление о потрясающем вкусе периода "Fin de siècle". 
После длительного перерыва, вызванного Первой мировой войной, развитие спа-туризма в Баньоль-де-л’Орне продолжилось.
В течение этого второго периода расцвета, известного во Франции как «Ревущие двадцатые» ("Les Années Folles"), популярность курорта резко возросла. Термальный сезон был наполнен концертами классической музыки, скачками на ипподроме, турнирами по гольфу, а также другими высокими развлечениями. В соответствии с модой, здания, возведенные в этот период, были сильно подвержены влиянию стиля арт-деко, который был популярен в 1920-х и 1930-х годах. Наиболее интересными примерами этого типа архитектуры являются Казино дю Лак, построенное в 1927 году, и Церковь Сакре-Кёр 1934-1935 гг.

## Достопримечательности
- Виллы периода «Прекрасной эпохи» — «Принтания», «Ле-Катель» и многие другие
- Отель Дю-Рок-о-Шьен
- Здание казино на берегу озера
- Церковь Сакре-Кёр в стиле арт-деко
- Шато Гупиль, в настоящее время здание мэрии
- Гранд-отель Баньоль-де-л’Орна
- Сад дю Лак

## Экономика
Структура занятости населения:
- сельское хозяйство — 1,1 %
- промышленность — 7,2 %
- строительство — 3,7 %
- торговля, транспорт и сфера услуг — 53,2 %
- государственные и муниципальные службы — 34,7 %

Уровень безработицы (2018) — 12,9 % (Франция в целом —  13,4 %, департамент Орн — 10,4 %). 

Среднегодовой доход на 1 человека, евро (2018) — 22 090 (Франция в целом — 21 730, департамент Орн — 20 140).

## Демография
Динамика численности населения, чел.

## Администрация
Пост мэра Баньоль-де-л’Орн-Норманди с 2016 года занимает Оливье Петижан (Olivier Petitjean), с 2014 года бывший первым вице-мэром Баньоль-де-л’Орна. На муниципальных выборах 2020 года возглавляемый им список победил в 1-м туре, получив 78,71 % голосов.
| Период | Период | Фамилия        | Партия        | Примечания                                 |
| ------ | ------ | -------------- | ------------- | ------------------------------------------ |
| 2016   |        | Оливье Петижан | Разные правые | судебный пристав, член Совета департамента |

## Галерея

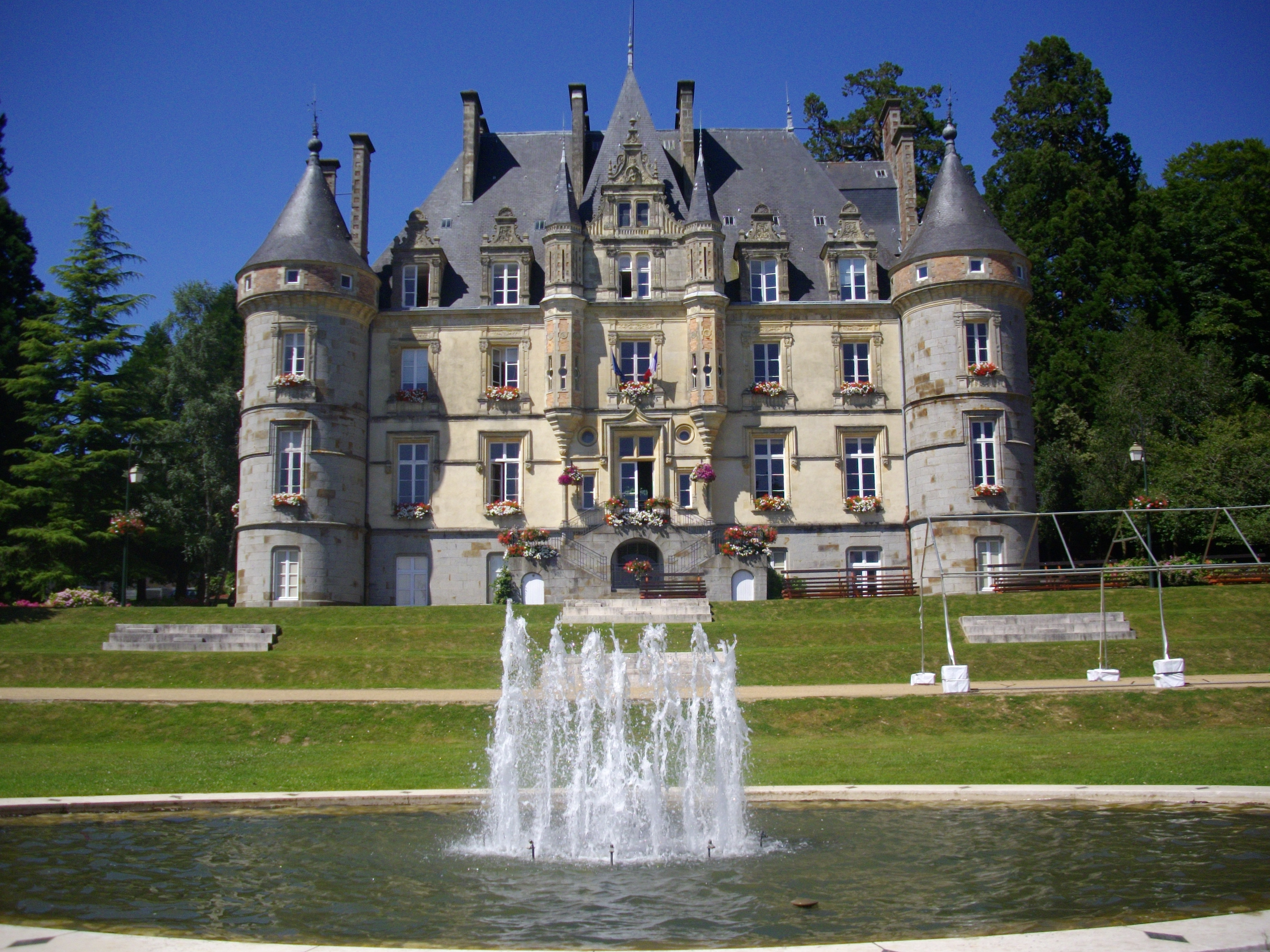
Здание мэрии
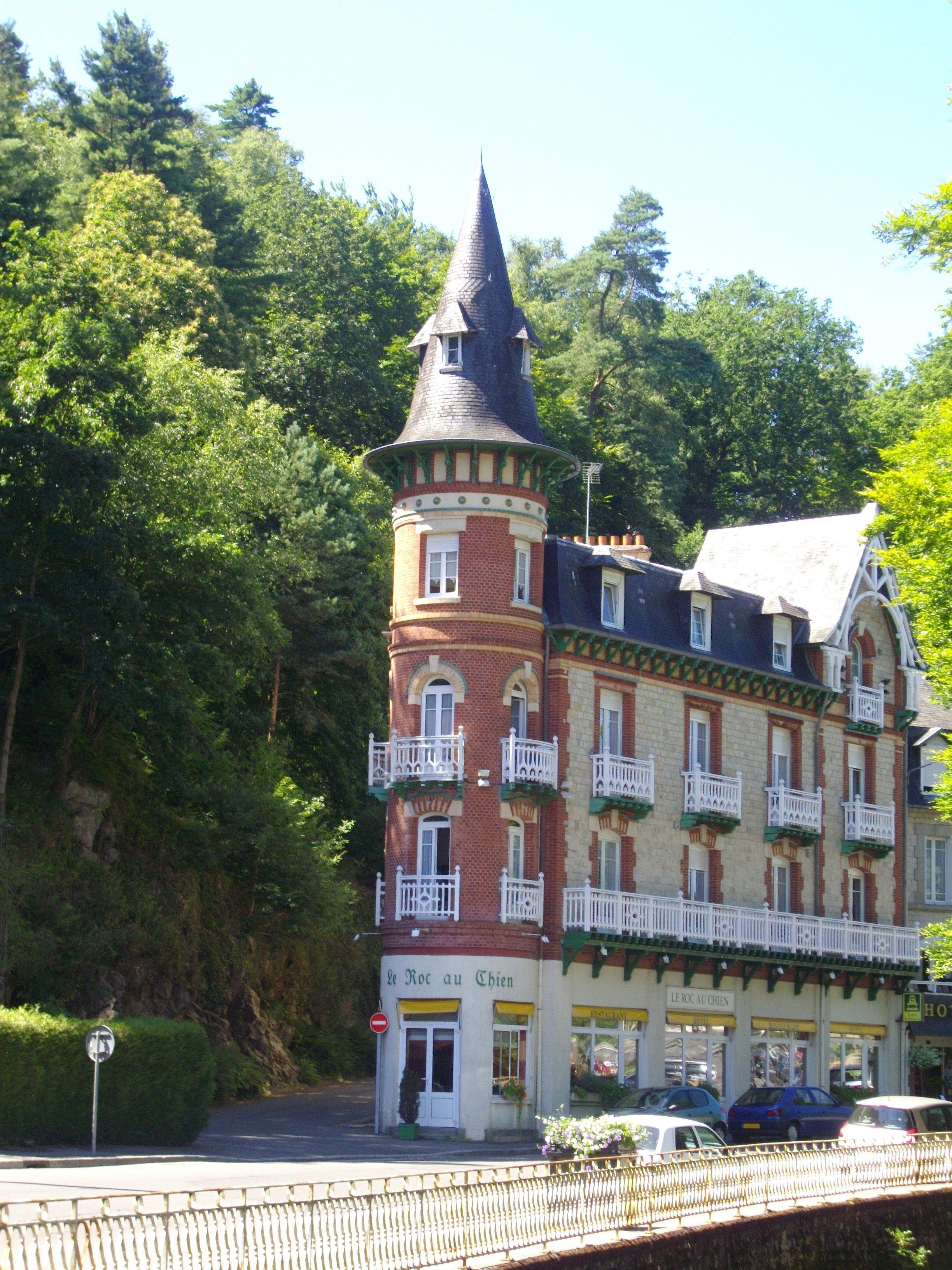
Отель Дю-Рок-о-Шьен
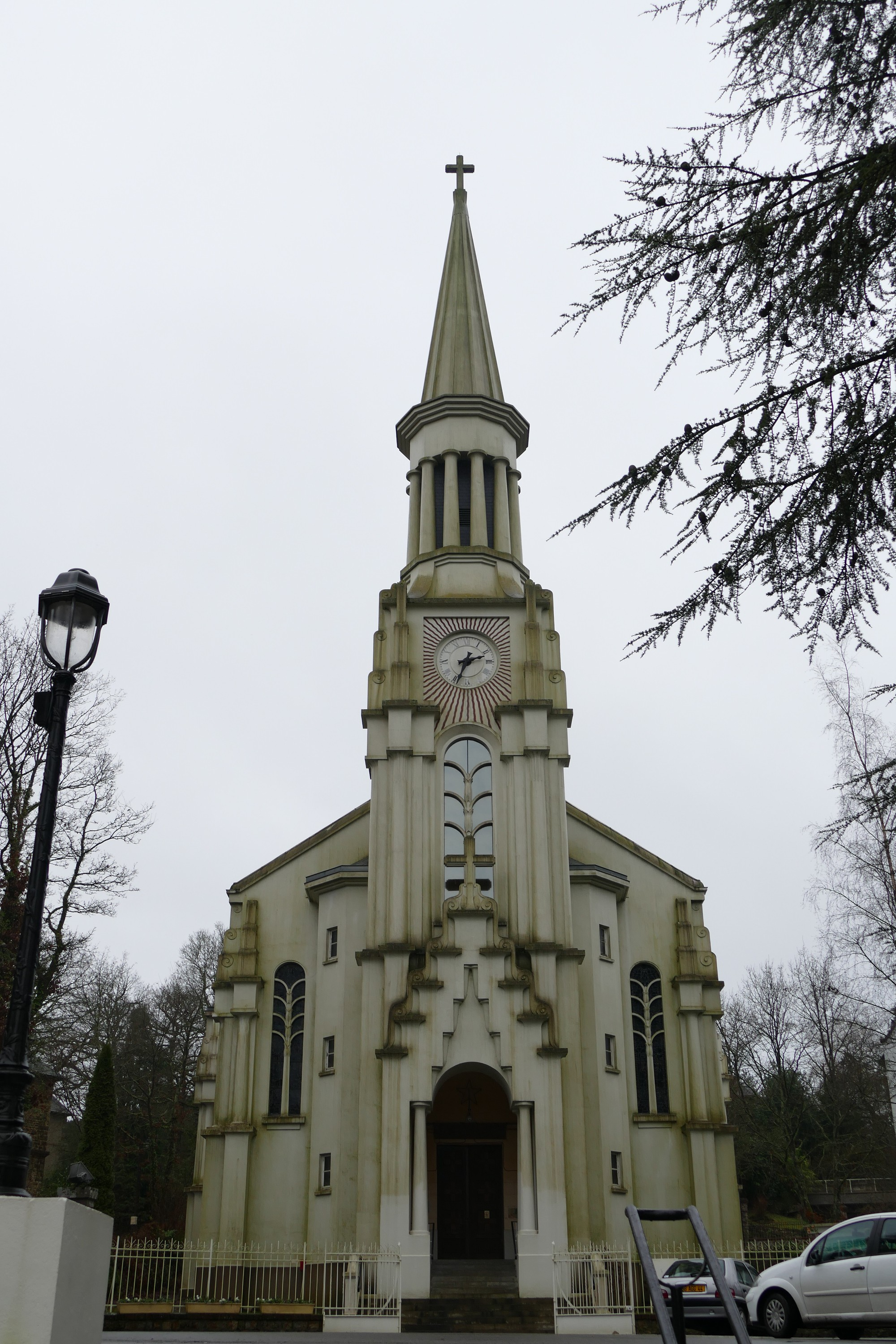
Церковь Сакре-Кёр
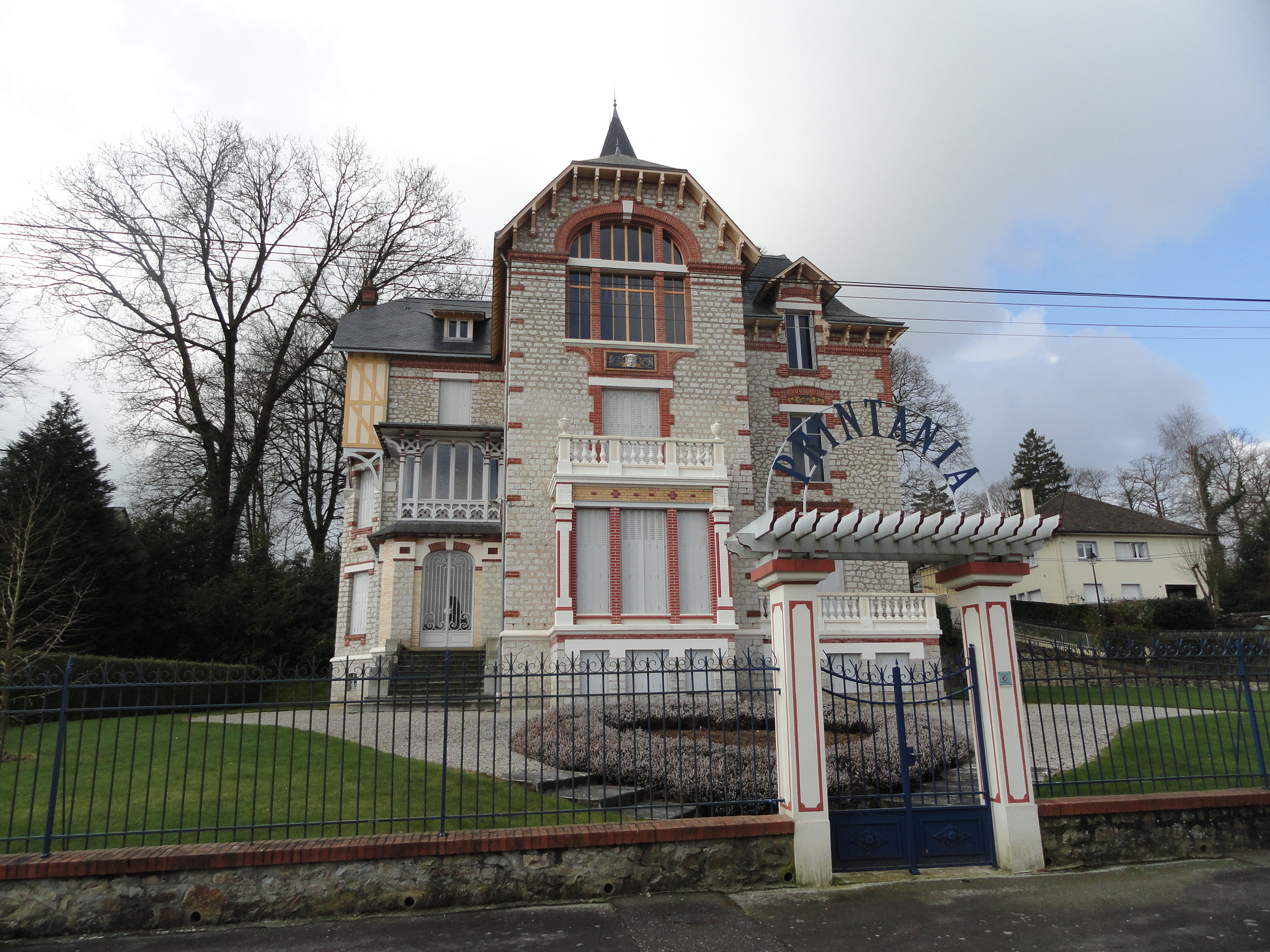
Вилла «Принтания»
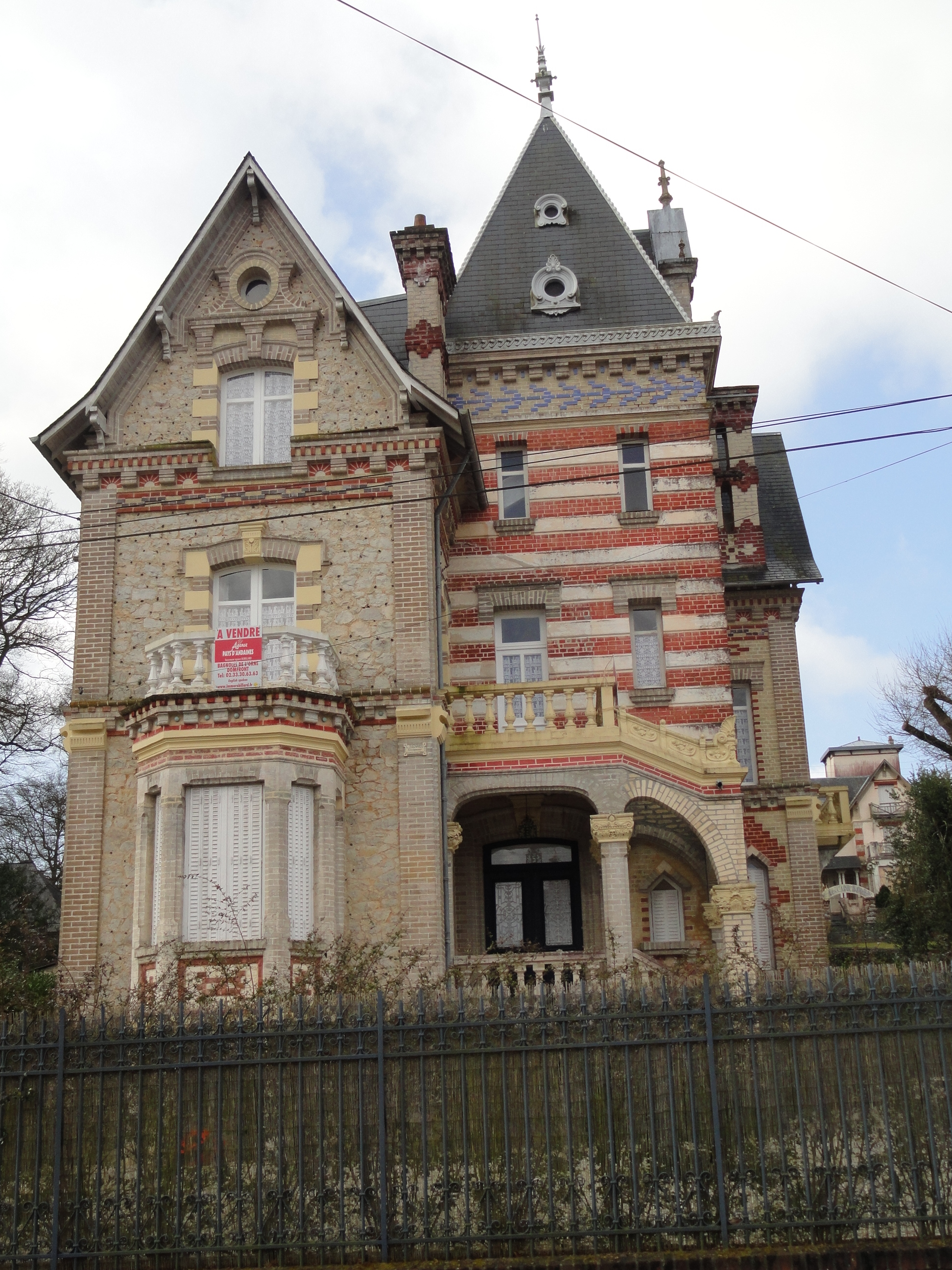
Вилла «Ла-Катель»
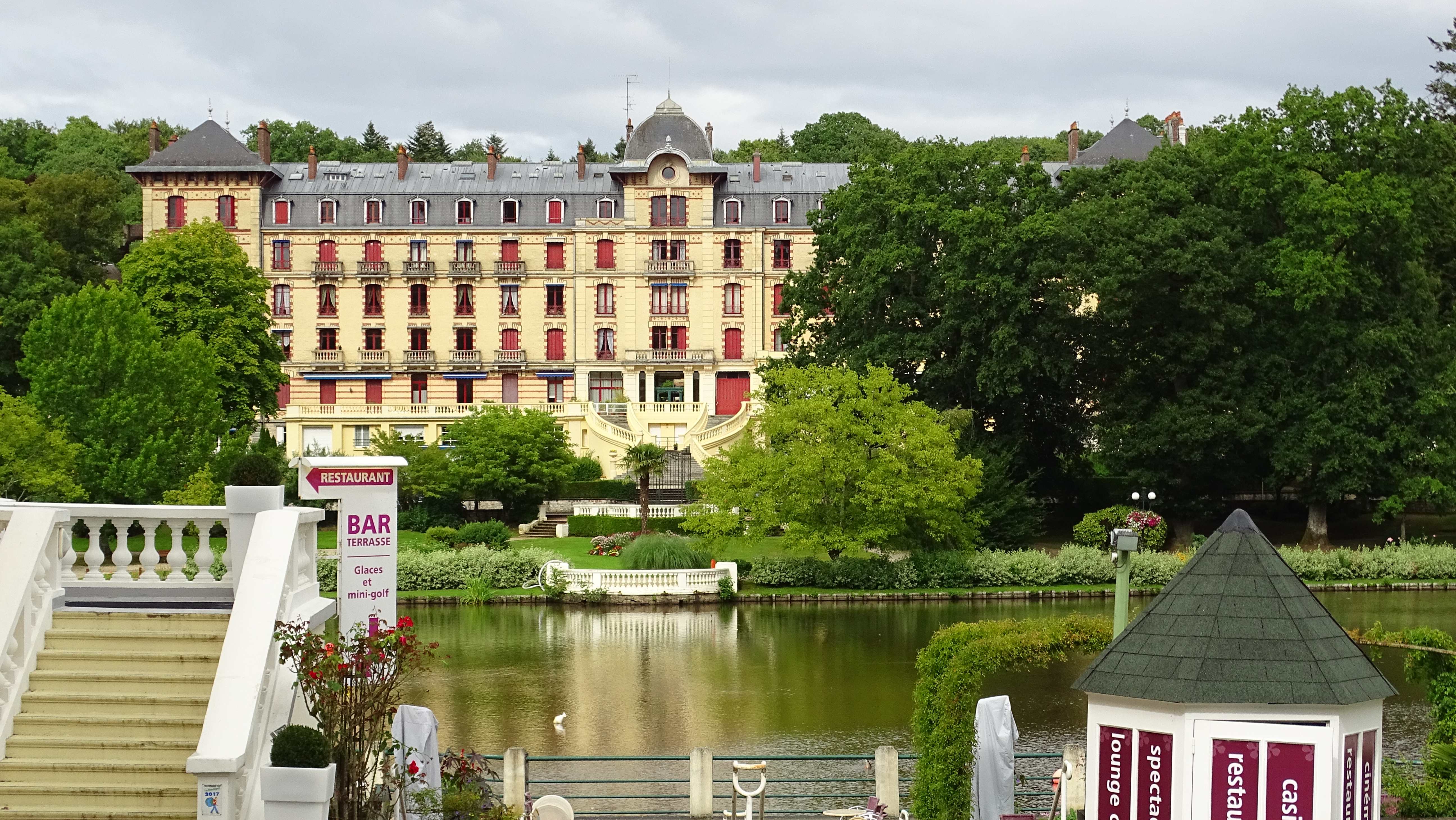
Гранд-отель
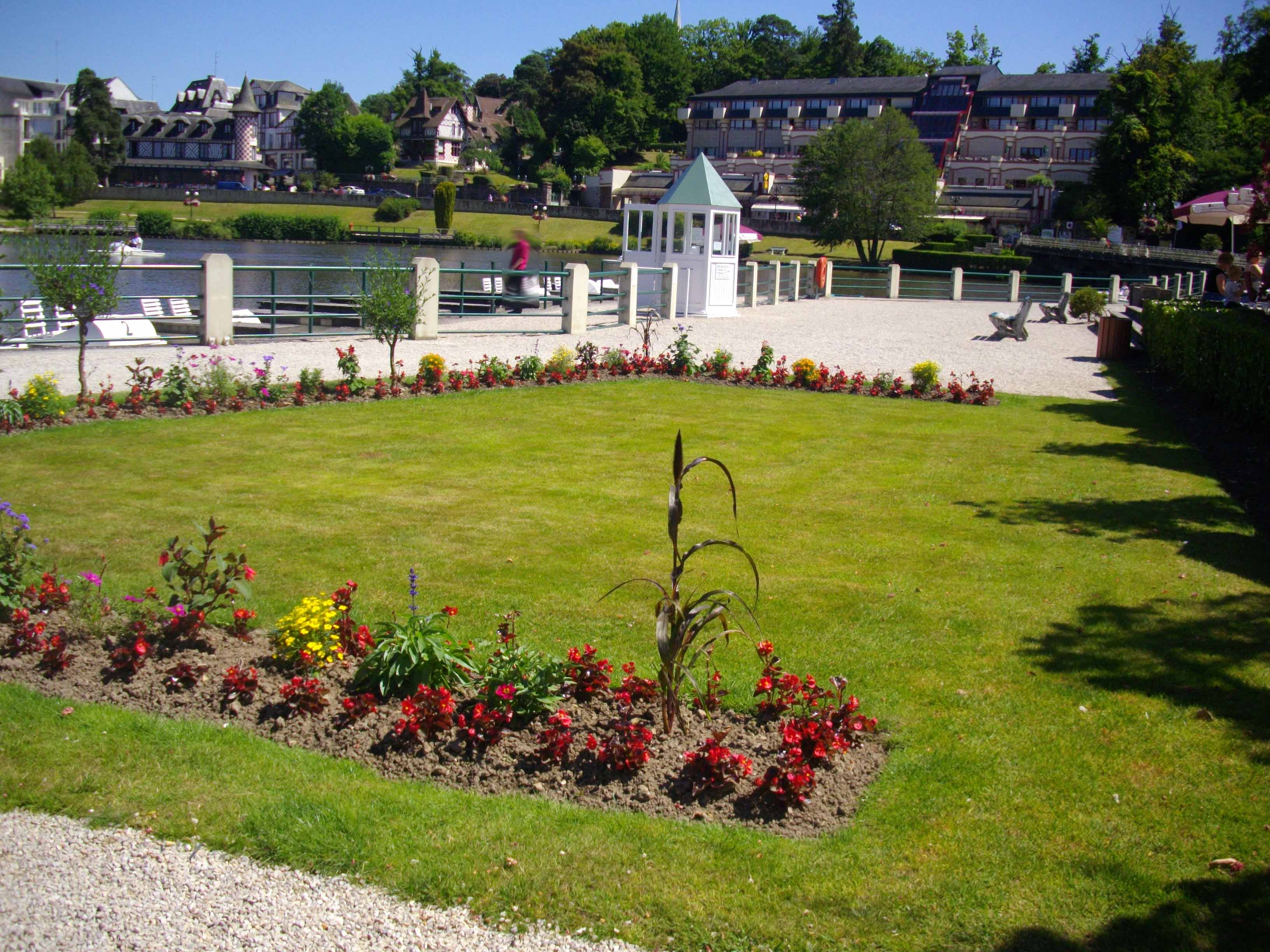
Сад дю Лак
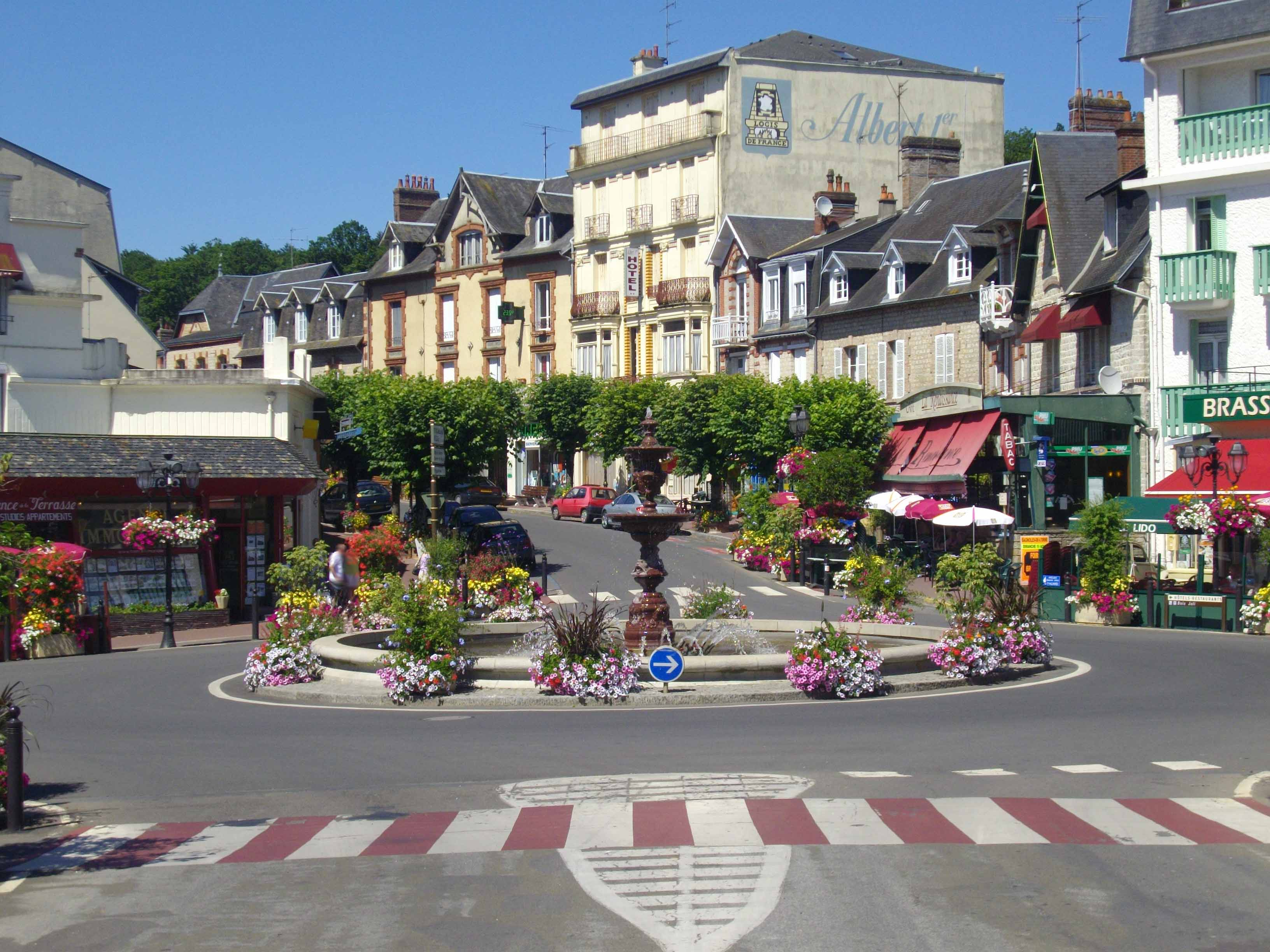
Улица в центре города